# ائوکروئیت
ائوکروئیت  (به انگلیسی: Euchroite) با فرمول شیمیایی Cu[OH - AsO4].3H2O از مجموعه کانی هاست و در زبان یونانی eu به معنای خوب و Khroma به معنای رنگ است. CuO:۴۷٫۲۱٪  As2O۵:۳۴٫۰۹٪  H2O:۱۸٫۷۰٪  برای اولین بار در چک اسلواکی کشف شد و از نظر شکل بلور: منشوری - ایزومتریک، رنگ: سبز زمردی، شفافیت: شفاف، جلا: شیشه ای، رخ: ناقص، سیستم تبلور: ارترومبیک و در رده‌بندی آرسنیات است  و منشأ تشکیل آن ثانوی (فرعی) - ناحیه اکسیداسیون است.
همایند کانی‌شناسی (پارانژ) آن دیوپتاز- اولیونیت- آزوریت- مالاکیت است
، از نظر ژیزمان بلور - لایه‌ای - انبوه فراوان است و بیشتر در چک اسلواکی، بلغارستان و فرانسه یافت می‌شود.

## منبع
- پردیس کشاورزی ایران